# Emeka Eneli
Emeka Eneli (Lansing, 1999. október 18. –) amerikai válogatott labdarúgó, a Real Salt Lake középpályása és csapatkapitánya.

## Pályafutása

### Klubcsapatokban
Eneli a Michigan állambeli Lansing városában született. Az ifjúsági pályafutását a Columbus Crew akadémiájánál kezdte, majd az Ohio Premiernél folytatta.
2019 és 2021 között alacsonyabb osztályokban szereplő klubokban szerepelt, mint például a Lionsbridge, a Columbus és a Flint City Bucks. 2023-ban mutatkozott be a Real Salt Lake első osztályban érdekelt felnőtt keretében. Először a 2023. március 26-ai, St. Louis City elleni mérkőzésen lépett pályára. Első gólját 2024. március 10-én, a Colorado Rapids ellen hazai pályán 2–1-re elvesztett bajnokin szerezte meg. 2025-ben, Cristian Arango távozása után a klub csapatkapitánya lett.

### A válogatottban
Eneli 2025-ben debütált az amerikai válogatottban. Először a 2025. január 18-ai, Venezuela ellen 3–1-es győzelemmel zárult barátságos mérkőzésen lépett pályára, Benjamin Cremaschi cseréjeként.

## Statisztikák

### A válogatottban
| Válogatott       | Év       | Pályára lépés | Gól |
| ---------------- | -------- | ------------- | --- |
| Egyesült Államok | 2025     | 2             | 0   |
| Összesen         | Összesen | 2             | 0   |